# Beleg van Limoges
Het Beleg van Limoges vond plaats in september 1370 en was een onderdeel van de Honderdjarige Oorlog. De verslaggeving van het beleg was nadien van groter belang dan het beleg zelf. Het werd gebruikt als desinformatie om de wreedheden van de Engelsen aan de kaak te stellen.

## Achtergrond
Limoges lag in Guyenne en dat was in handen van de Engelsen. Toen de stad in augustus 1370 de poorten opende en Jan van Berry, de broer van koning Karel V van Frankrijk verwelkomde, was voor Eduard, de Zwarte Prins de maat vol. Een strafexpeditie onder zijn leiding en zijn twee broers, Jan van Gent en Edmund van Langley volgde. Intussen had Jan van Berry de stad met zijn troepen verlaten. Na een week viel het Engelse leger op 19 september de stad binnen en werd de binnenstad verwoest.

## Verslaggeving
De belangrijkste verslaggever was Jean Froissart, die niet aanwezig was tijdens het beleg. In zijn Kroniek spreekt hij over 3000 burgerslachtoffers, terwijl een andere kroniekschrijver over 300 slachtoffers spreekt.

## Gevolg
Voor Karel V was het beleg een sein om de Honderdjarige Oorlog te hervatten. Op 4 december 1370 vond de Slag bij Pontvallain plaats, een klinkende overwinning voor de Fransen.